# Świątynia Księżyca

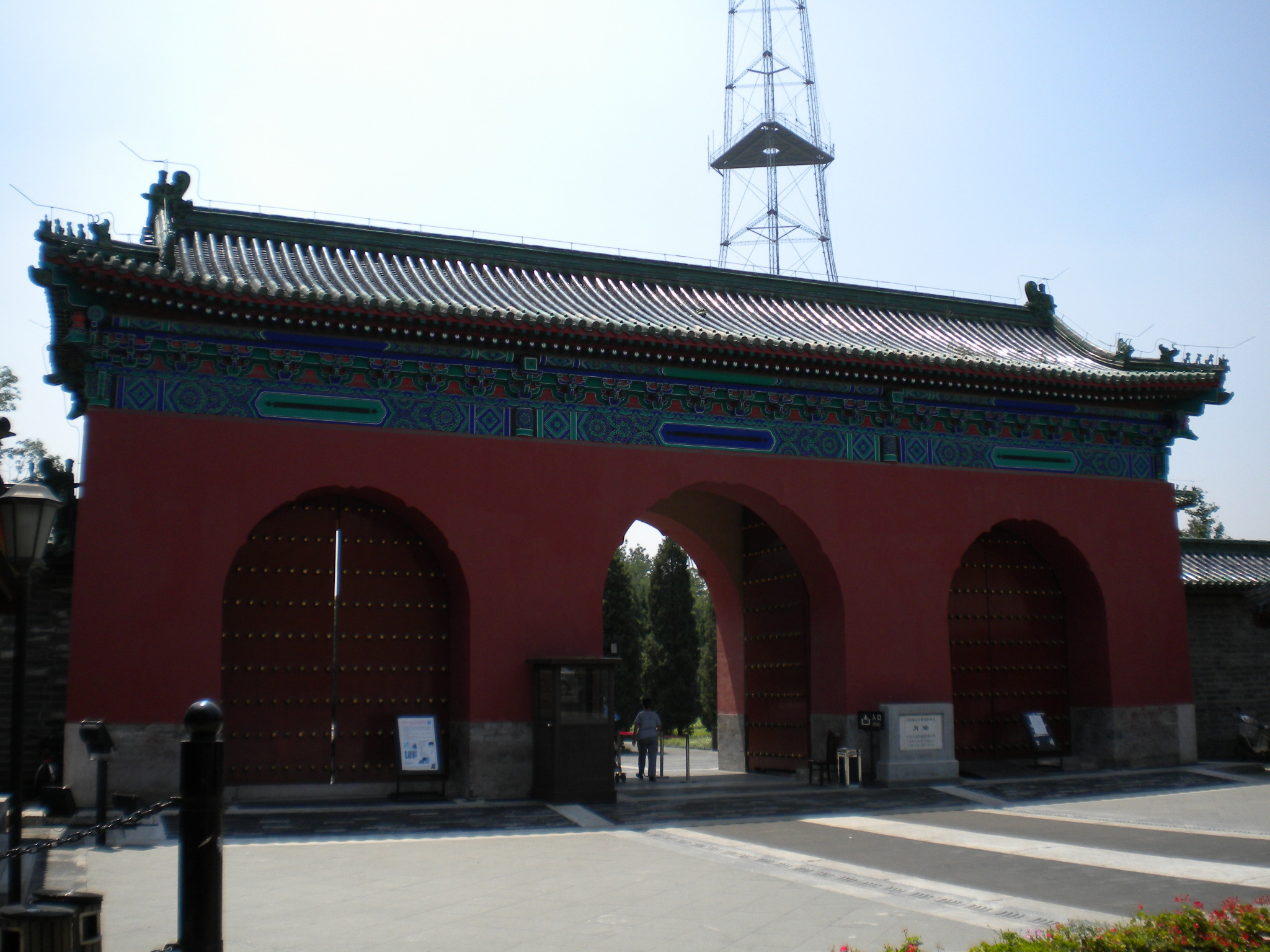
Północna brama świątyni; za nią widoczny maszt telewizyjny

Świątynia Księżyca (chin. upr. 月坛, chin. trad. 月壇, pinyin Yuètán) – dawna świątynia cesarska w zachodniej części Pekinu, w której cesarze składali ofiary Księżycowi. Jest to najmniejsza z czterech cesarskich świątyń.
Zajmujący powierzchnię 8 hektarów kompleks wybudowano w 1530 roku. Po upadku monarchii w 1911 roku świątynia, podobnie jak większość pekińskich zabytków, niszczała. Na jej terenie urządzono plantację krzewów i drzew owocowych. W 1955 roku świątynię odrestaurowano i przekształcono w publiczny park.
Kompleks dzieli się na dwie części: północną, otoczoną murem o długości 580 i wysokości 5 metrów, oraz południową, pełniącą obecnie rolę parku. W części południowej znajduje się niewielki pałacyk, będący obecnie herbaciarnią.
Głównym elementem północnej części kompleksu jest Ołtarz Księżyca. Ma on postać kwadratowej platformy o wysokości 1,5 m i powierzchni 13 m². Wyłożono go białymi płytami, symbolizującymi światło Księżyca. Na wschód od niego znajduje się pawilon, w którym cesarz przebierał się i wypoczywał. Na południowy zachód znajdują się natomiast trzy pawilony, w których przygotowywano ofiary. Obok bramy północnej wznosi się Wieża Dzwonu. Na jej drugim piętrze umieszczono 3-metrowy, ważący 2 tony dzwon.
W 1969 roku w północnej części kompleksu wzniesiono maszt telewizyjny o wysokości 180 metrów.